# Hague
Hague és una població dels Estats Units a l'estat de Dakota del Nord. Segons el cens del 2000 tenia 91 habitants.

## Demografia
Segons el cens del 2000, Hague tenia 91 habitants, 43 habitatges, i 28 famílies. La densitat de població era de 125,5 hab./km².
Dels 43 habitatges en un 16,3% hi vivien nens de menys de 18 anys, en un 53,5% hi vivien parelles casades, en un 9,3% dones solteres, i en un 32,6% no eren unitats familiars. En el 32,6% dels habitatges hi vivien persones soles el 16,3% de les quals corresponia a persones de 65 anys o més que vivien soles. El nombre mitjà de persones vivint en cada habitatge era de 2,12 i el nombre mitjà de persones que vivien en cada família era de 2,59.
Per edats la població es repartia de la següent manera: un 17,6% tenia menys de 18 anys, un 0% entre 18 i 24, un 25,3% entre 25 i 44, un 14,3% de 45 a 60 i un 42,9% 65 anys o més.
L'edat mediana era de 56 anys. Per cada 100 dones de 18 o més anys hi havia 87,5 homes.
La renda mediana per habitatge era de 24.688 $ i la renda mediana per família de 27.500 $. Els homes tenien una renda mediana de 20.417 $ mentre que les dones 10.625 $. La renda per capita de la població era de 13.048 $. Entorn del 5,9% de les famílies i el 14,4% de la població estaven per davall del llindar de pobresa.

## Poblacions més properes
El següent diagrama mostra les poblacions més properes.